# 일본 침몰 (1980년 라디오 드라마)
《일본 침몰》은 일본의 라디오 드라마로, NHK 연속 라디오 드라마.(1980년, '연속 스테레오 소설'로서 NHK-FM에서 방송, 후에 AM에서 재방송) 1화당 15분으로 총 10회 방송됐다. 설정 연대를 '198X년'이라고 한 것 외는 거의 소설 그대로의 스토리 전개이다. FM에서 첫 회 방송이 시작되기 전에 종합 TV의 'NHK 프로그램 가이드'에서 다루어졌으며 도쿄 대지진의 군집 장면의 녹음 현장이 소개되었다.
- 각색: 쓰카와 이즈미

### 출현
- 오노데라 도시오: 가가 다케시
- 아베 레이코: 시마무라 요시에
- 다도고로 유스케 박사: 이와오 긴시로
- 유키나가: 에이카타 다쓰오
- 나카타 가즈나리: 오쓰카 구니오
- 야마자키: 가와쿠보 키요시
- 도노인: 미야구치 세이지
- 수상: 구메 아키라
- 호주 수상: 히사마쓰 야스오
- 국제 연합 특별 위원회 위원장: 가토 세이조
- 해설: 고바야시 교지
- 테마 음악: 시벨리우스 교향곡 1번
  - 레너드 번스타인 지휘의 뉴욕 필하모닉 연주판(1967년)을 사용. 오프닝은 제 1악장,엔딩은 제 4악장에서 발췌. BGM도 제 4악장 부분이 많이 사용되었다.